# Sempervivum staintonii
Sempervivum staintonii ist eine Pflanzenart aus der Gattung der Hauswurzen (Sempervivum) in der Familie der Dickblattgewächse (Crassulaceae). Das Artepitheton staintonii ehrt wahrscheinlich den britischen Pflanzensammler Adam Stainton.

## Beschreibung

### Vegetative Merkmale
Sempervivum staintonii wächst als wenigblättrige Rosettenpflanze mit einem Durchmesser von 3 bis 4 Zentimeter und bildet nur wenige Ausläufer. Die eiförmigen oder verkehrt eiförmigen, spitzen Laubblätter sind ausgereift kahl. Sie sind glauk und werden im Sommer bronzerot. Die Blattspreite ist 15 bis 20 Millimeter lang, 7 bis 8 Millimeter breit und etwa 5 Millimeter dick. Die Wimpern am Blattrand sind zurückgeschlagen.

### Generative Merkmale
Die zehn- bis zwölfzähligen Blüten weisen einen Durchmesser von 1 bis 1,5 Zentimeter auf. Ihre eiförmigen Kronblätter sind dick. Die ausgebreiteten bis stark zurückgeschlagenen Kelchblätter sind hellgelb und etwa 11 Millimeter lang. Die Staubfäden sind weiß, die Staubbeutel gelb. Die Nektarschüppchen sind schmal länglich.

## Systematik und Verbreitung
Sempervivum staintonii ist im Nordosten der Türkei in Granitfelsritzen in Höhen von etwa 1800 Metern verbreitet. Die Art ist nur vom Typusfundort bekannt.
Die Erstbeschreibung durch Clara Winsome Muirhead wurde 1969 veröffentlicht.

## Nachweise